# Iva Marín Adrichem
Iva Marín Adrichem (Reykjavik, 18 juli 1998), beter bekend onder haar artiestennaam Iva, is een IJslands-Nederlands singer-songwriter. Ze nam deel aan Söngvakkeppnin 2020, de IJslandse preselectie voor het Eurovisiesongfestival 2020.

## Biografie
Iva deed in 2011 op dertienjarige leeftijd mee aan de eerste versie van Jólastjarnan, een IJslandse zangcompetitie voor kinderen uitgezonden op Stöð 2. Ze deed auditie bij deze show met het nummer Je hebt een vriend van K3 die ze had vertaald naar het IJslands als "Þú átt þér vin". In 2012 had Iva een rol in de opera  La bohème, geënsceneerd door The Icelandic Opera in de concerthal Harpa in Reykjavik. Ook had ze een rol in de productie Carmen. In 2015 vertegenwoordigde Iva haar school met het Hamrahlíð Junior College in de competitie Söngkeppni framhaldsskólanna met het nummer Lovin' You, oorspronkelijk van Minnie Riperton. Een jaar later deed ze mee in het tweede seizoen van de IJslandse The Voice. Ze deed auditie met het nummer Wuthering Heights van Kate Bush, maar wist niet door te gaan naar de tweede ronde.
In 2020 werd Iva door de IJslandse omroep Ríkisútvarpið geselecteerd om mee te doen aan Söngvakeppnin, de IJslandse preselectie voor het Eurovisiesongfestival 2020. Ze trad aan in de tweede halve finale op 15 februari 2020 met het Latijnse nummer Oculis Videre. Iva wist te finale te halen die plaatsvond op 29 februari 2020 in de Laugardalshöll in Reykjavik. Uiteindelijk besloot Iva om het nummer in het IJslands te zingen. Oorspronkelijk wilde ze het nummer in de finale in het Engels veranderen, maar ze besloot toch om deze in het IJslands te houden. In de finale wist ze van de jury's en thuisstemmers een totaal van 37.498 stemmen te krijgen, waarmee ze op de derde plaats eindigde.

## Privé
Iva werd geboren in Reykjavik, IJsland als de dochter van een Nederlandse vader en een IJslandse moeder. Ze werd geboren met een genetische aandoening en heeft een visuele beperking. Haar Nederlandse familie komt oorspronkelijk uit Ens in de provincie  Flevoland. Iva groeide op in Amsterdam, maar verhuisde op negenjarige leeftijd terug naar IJsland. In 2018 keerde ze terug in Nederland om klassieke muziek te studeren aan het Codarts in Rotterdam.

## Discografie

### Singles
- 2020: Oculis Videre (Latijn)
- 2020: Oculis Videre (Engels)
- 2020: Open & Free
- 2020: Barn (met Már Gunnarsson)
- 2020: To reach you
- 2021: Virurinn vor (met Már Gunnarsson)

- MusicBrainz: cefe6160-84f6-4cde-929c-06a3f2f94e05